# Deliade
Deliade (in greco antico: Δηλιάδης?, Dēliàdēs) o Alcimene o Peirene, è un personaggio della mitologia greca. Fu un principe di Corinto.

## Genealogia
Figlio di Glauco e di Eurimede.
Non ci sono notizie su spose o progenie.

## Mitologia
Fu accidentalmente ucciso dal fratello Bellerofonte. Apollodoro è l'unico autore che parla della sua esistenza ed aggiunge che Bellerofonte dopo l'omicidio andò a purificarsi a Tirinto. Apollodoro scrive anche che il nome del fratello ucciso potrebbe essere Alcimene o Peirene facendo pensare che nella sua famiglia ci fosse più di un fratello. 
Esiste anche una versione che dice che Bellerofonte uccise un concittadino di nome Bellero.